# Carus
Carus (tiếng Latinh: Marcus Aurelius Carus Augustus; 224 – 283), là Hoàng đế La Mã từ năm 282 đến 283. Trong thời gian cầm quyền ngắn ngủi của mình, Carus đã thành công khi tiến hành thảo phạt các bộ tộc hung tợn German và người Sarmatia dọc theo biên giới sông Danube để củng cố cương thổ của Đế quốc trước hiểm họa ngoại xâm.
Trong các chiến dịch chống lại Đế quốc Sassanid, ông đã dẫn quân cướp phá thủ đô Ctesiphon của người Ba Tư nhưng chinh chiến chưa được bao lâu thì mất ngay sau đó. Cả hai người con là Carinus và Numerianus đều kế vị ông và lập ra một triều đại mới dù chỉ tồn tại trong thời gian ngắn, nhằm góp phần ổn định hơn nữa cho một Đế quốc La Mã đang dần hồi sinh.

## Triều đại
Carus mà tên của ông trước khi lên ngôi có thể là Marcus Numerius Carus, sinh ra tại Narbo (nay là Narbonne) ở Gaul nhưng được gia đình gửi lên học ở Roma. Lúc đầu ông chỉ là một Nguyên lão nghị viên và từng giữ các chức vụ dân sự và quân sự trước khi được Hoàng đế Probus bổ nhiệm chức Thống lĩnh Cấm vệ quân (Prefect of the Praetorian Guard) vào năm 282.
Sau khi Probus bị ám sát tại Sirmium, Carus được binh sĩ tôn làm Hoàng đế La Mã. Mặc dù Carus thề sẽ báo thù cho cái chết của Probus, ông vẫn bị mọi người tình nghi là kẻ đồng lõa có phần tiếp tay cho vụ ám sát Probus để mưu đồ chiếm lấy ngôi báu. Carus có vẻ chẳng muốn trở về Roma sau khi lên ngôi, thay vào đó ông lại hài lòng khi tự mình chuyển lời cáo thị cho Viện Nguyên lão với ý định buộc họ phải công nhận ông là hoàng đế hợp pháp.
Để củng cố triều đại mới, Hoàng đế tự mình ban danh hiệu Caesar cho hai con là Carinus và Numerianus, rồi ông giao Carinus phụ trách phần phía tây của Đế quốc và dắt Numerianus theo cùng trong một chuyến viễn chinh thảo phạt người Ba Tư, vốn đã được Probus dự tính tư trước. Nhờ công lao đánh bại người Quadi và Sarmatia trên sông Danube, mà Hoàng đế đã được trao danh hiệu Germanicus Maximus, chẳng mấy chốc đại quân của Carus đã tràn qua Thrace và Tiểu Á, tiến hành sáp nhập Lưỡng Hà, đánh chiếm Seleucia và Ctesiphon và tổ chức hành quân vượt sông Tigris truy kích bại binh Ba Tư.
Vua Sassanid là Bahram II lúc này bị hạn chế bởi mâu thuẫn nội bộ và quân đội của ông đang bận rộn chinh chiến ở khu vực ngày nay là Afghanistan, đã không thể bảo vệ hữu hiệu lãnh thổ của mình trước bước tiến quân thù. Chiến thắng của Carus đã rửa nhục cho tất cả những thất bại trước đó của Đế quốc La Mã trong cuộc chiến chống lại người Ba Tư và cũng vì chiến công oanh liệt này mà ông nhận được danh hiệu Persicus Maximus.
Những tưởng công cuộc chinh phục Đế quốc Ba Tư của Carus sắp thành thì bất chợt Hoàng đế bỗng nhiên đột tử, hung tin này do các tướng lĩnh công bố sau một trận ác chiến xảy ra vào tháng 7 hoặc tháng 8 năm 283. Cái chết của ông phần nhiều được đồn đoán là do mắc bệnh, bị sét đánh trúng, hay bị thương nặng trong chiến dịch chống lại người Ba Tư. Trên thực tế là ông đã chỉ huy chiến dịch giành được thắng lợi vang dội và người con Numerianus kế vị ông mà không có ai phản đối, cũng có tài liệu cho rằng cái chết của Carus có thể là do các nguyên nhân tự nhiên.